# Robin Tunney
Robin Tunney (Chicago, 19 giugno 1972) è un'attrice statunitense particolarmente nota per il ruolo di Teresa Lisbon in The Mentalist.

## Biografia
Robin Tunney nasce a Chicago. All'età di diciotto anni si trasferisce a Los Angeles. La sua prima apparizione televisiva risale al 1989 quando partecipa alla serie televisiva Life goes on. Il suo primo ruolo di un certo rilievo fu nel film Empire Records, seguito poi da un ruolo da protagonista in Giovani streghe (1996). Ha preso parte al film The Zodiac di Alexander Bulkley, nel 2005 dove ha interpretato la parte di Laura Parish. Nel 2006 ha inoltre lavorato con Allen Coulter per la realizzazione del film Hollywoodland dove ha interpretato la parte di Leonore Lemmon.
Nel 1997 recitò nel film di Bob Gosse Niagara, Niagara, vincendo la Coppa Volpi per la migliore interpretazione femminile. È apparsa in tutti gli episodi della prima stagione di Prison Break (e anche nella prima puntata della seconda) nel ruolo dell'avvocato Veronica Donovan, ed è stata anche la prima paziente del Dr. House. Dal 2008 al 2015 ha interpretato, nella serie della CBS The Mentalist, Teresa Lisbon il capo della squadra 7 del CBI fino al suo trasferimento all'FBI di Austin (Texas).

## Filmografia

### Cinema
- Il mio amico scongelato (Encino Man), regia di Les Mayfield (1992)
- Empire Records (Empire Records), regia di Allan Moyle (1995)
- Giovani streghe (The Craft), regia di Andrew Fleming (1996)
- Niagara, Niagara, regia di Bob Gosse (1997)
- In viaggio verso il mare (Julian Po), regia di Alan Wade (1997)
- Montana, regia di Jennifer Leitzes (1998)
- Giorni contati - End of Days (End of Days), regia di Peter Hyams (1999)
- Supernova, regia di Walter Hill (2000)
- Vertical Limit, regia di Martin Campbell (2000)
- Bread and Roses, regia di Ken Loach (2000)
- Cherish, regia di Finn Taylor (2002)
- Sesso ed altre indagini (Investigating Sex), regia di Alan Rudolph (2002)
- The Secret Lives of Dentists, regia di Alan Rudolph (2002)
- Matrimonio impossibile (The In-Laws), regia di Andrew Fleming (2003)
- Scatto mortale - Paparazzi (Paparazzi), regia di Paul Abascal (2004)
- Shadow of Fear - L'ombra della paura (Shadow of Fear), regia di Rich Cowan (2004)
- Runaway, regia di Tim McCann (2005)
- The Zodiac, regia di Alexander Bulkley (2005)
- Open Window, regia di Mia Goldman (2006)
- The Darwin Awards - Suicidi accidentali per menti poco evolute (The Darwin Awards), regia di Finn Taylor (2006)
- Hollywoodland, regia di Allen Coulter (2006)
- Land Shark - Rischio a Wall Street (August), regia di Austin Chick (2008)
- The Burning Plain - Il confine della solitudine (The Burning Plain), regia di Guillermo Arriaga (2008)
- Passenger Side, regia di Matt Bissonnette (2009)
- See Girl Run, regia di Nate Meyer (2012)
- My All American, regia di Angelo Pizzo (2015)
- Looking Glass, regia di Tim Hunter (2018)
- Monster Party, regia di Chris von Hoffmann (2018)
- Horse Girl, regia di Jeff Baena (2020)

### Televisione
- CBS Schoolbreak Special - serie TV, 1 episodio (1991)
- Una famiglia come le altre (Life Goes On) - serie TV, 1 episodio (1991)
- Sortilegio di una Strega (Frogs!), regia di David Grossman - film TV (1991)
- Perry Mason: Morte di un dongiovanni (Perry Mason: The Case of the Reckless Romeo), regia di Christian I. Nyby II - film TV (1992)
- Class of '96 - serie TV, 5 episodi (1993)
- Cutters - serie TV, 5 episodi (1993)
- J.F.K.: Reckless Youth, regia di Harry Winer - film TV (1993)
- Dream On - serie TV, 1 episodio (1993)
- Law & Order - I due volti della giustizia (Law & Order) - serie TV, episodio 4x17 (1994)
- Il cavaliere della vendetta (Riders of the Purple Sage), regia di Charles Haid - film TV (1996)
- Rescuers: Stories of Courage: Two Families, regia di Tony Bill e Tim Hunter - film TV (1998)
- Violenza metropolitana (Naked City: Justice with a Bullet), regia di Jeff Freilich - film TV (1998)
- The Twilight Zone - serie TV, 1 episodio (2003)
- Dr. House - Medical Division (House, M.D.) - serie TV, episodio 1x01 (2004)
- Prison Break - serie TV, 23 episodi (2005-2006)
- Il destino dei Kissels (The Two Mr. Kissels), regia di Ed Bianchi - film TV (2008)
- The Mentalist - serie TV, 151 episodi (2008-2015) - Teresa Lisbon
- Insatiable - serie TV, 1 episodio (2018)
- The Fix - serie TV, 10 episodi (2019)

### Doppiaggio
- Robot Chicken - serie TV, 1 episodio (2007)

## Doppiatrici italiane
Nelle versioni in italiano delle opere in cui ha recitato, Robin Tunney è stata doppiata da:
- Francesca Fiorentini in Giorni contati - End of Days, Hollywoodland, Prison Break, Il destino dei Kissels, The Fix
- Laura Lenghi in Empire Records, Giovani Streghe
- Tiziana Avarista in Vertical Limit, The Mentalist
- Laura Latini in Matrimonio impossibile, The Burning Plain - Il confine della solitudine
- Laura Boccanera in Love, Looking Glass
- Paola Majano in In viaggio verso il mare
- Ilaria Stagni in Supernova
- Eleonora De Angelis in Scatto Mortale - Paparazzi
- Daniela Abbruzzese in The Zodiac
- Paola Valentini in Violenza metropolitana
- Francesca Guadagno in Dr. House - Medical Division
- Giovanna Nicodemo in Insatiable